# Kirchenburg Großpold

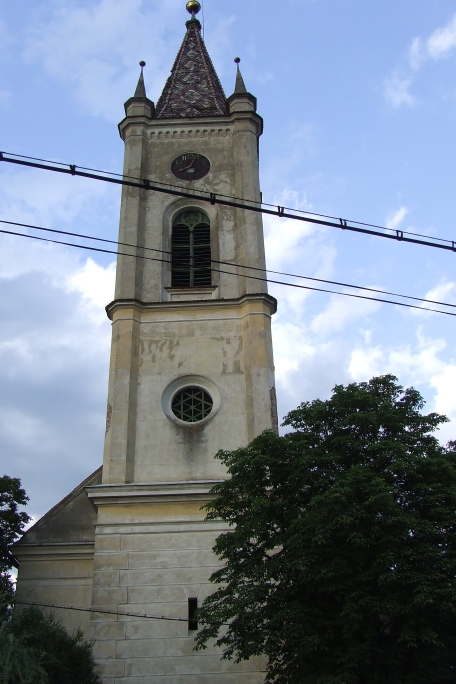
Evangelische Kirche Großpold

Die Evangelische Kirche (rumänisch Biserica Evanghelică-Lutherană) ist eine klassizistische Saalkirche in Apoldu de Sus (Großpold) in der Region Siebenbürgen in Rumänien.

## Geschichte
An Stelle der heutigen Kirche stand seit dem Mittelalter eine Basilika. Ab dem 14. Jahrhundert war die Kirche von einer Wehrmauer umgeben, von der nur wenige Reste erhalten sind. Durch den Zuzug der Landler wurde die mittelalterliche Kirche zu klein und daher 1836 durch den heutigen Bau ersetzt. Der mittelalterliche Glockenturm mit Wehrgang wurde 1867 abgerissen und durch den heutigen historisierenden Glockenturm mit vier Ecktürmchen ersetzt.

## Bering
Von der Wehrmauer ist nur noch ein Abschnitt erhalten.

## Bauwerk
Die Kirche ist fünfjochig, wobei Halbkuppeln das Mittelschiff überdecken. Die Ausstattung ist klassizistisch. Aus der mittelalterlichen Vorgängerkirche stammen die von Samuel Matz erbaute Orgel von 1816 und der hochbarocke Altar sowie ein Taufbecken.